# Font dels Lladres
La Font dels Lladres és una font de Mataró (Maresme) protegida com a bé cultural d'interès local.

## Descripció
Es tracta d'un mur de pedres apilonades sense relligar que priven d'esllavissament al pendís del seu darrere cobert de pi jove. Al centre un rústec galet de ferro deixa gotejar l'escassa aigua que dona i que tot just humiteja la petita pica que la recull.
La deu es pot considerar com a seca degut al possible estroncament de la seva beta d'aigua en remoure les terres per l'abocador del Cul del Món.

## Història
Malgrat haver estat rebatejada amb el nom de Font dels Pins Melis, li correspon la nominació Dels Lladres per, segons la tradició, haver-s'hi repartit el botí del robatori de can Gener.